# Чувек
Чувек (таб. Чувекк) — село в Хивском районе Дагестана. Входит в состав муниципального образования «Сельсовет Чувекский». Население по данным переписи 2010 г. составляет 752 чел.

## География
Село расположено в 4,5 км к северу от административного центра района — с. Хив. В 1 км к западу находится с. Кондик, в 1 км к северу — с. Куштиль.

## История
Село в его нынешних границах основано после разгрома войск Надир-шаха в середине XVIII века остатками жителей из разоренных его войсками селений.
На территории села имеются выявленные при хозяйственных и дорожных работах могилы с останками и инвентарем, представляющие собой материально-исторические ценности (керамика, оружие, орудия труда и украшение), относящиеся к албано-сарматскому периоду (IV в. до н.э. — IV в. н.э.). Эти находки зафиксированы на археологической карте Дагестана.
В 2017-м году в селе была установлена стела в честь двукратной олимпийской чемпионки Елены Исинбаевой, т.к. её отец является уроженцем данного села. Авторами идеи и инициаторами установки выступили уроженец селения Чувек Имран Аваев — координатор массового проекта «ГТО СКФО» по популяризации спорта и здорового образа жизни среди молодежи в Республике Дагестан, в рамках которого в регионе была построена 21 спортивная площадка для занятия воркаутом (уличной гимнастикой) и руководитель Московского Кавказского Клуба Шамиль Джафаров.

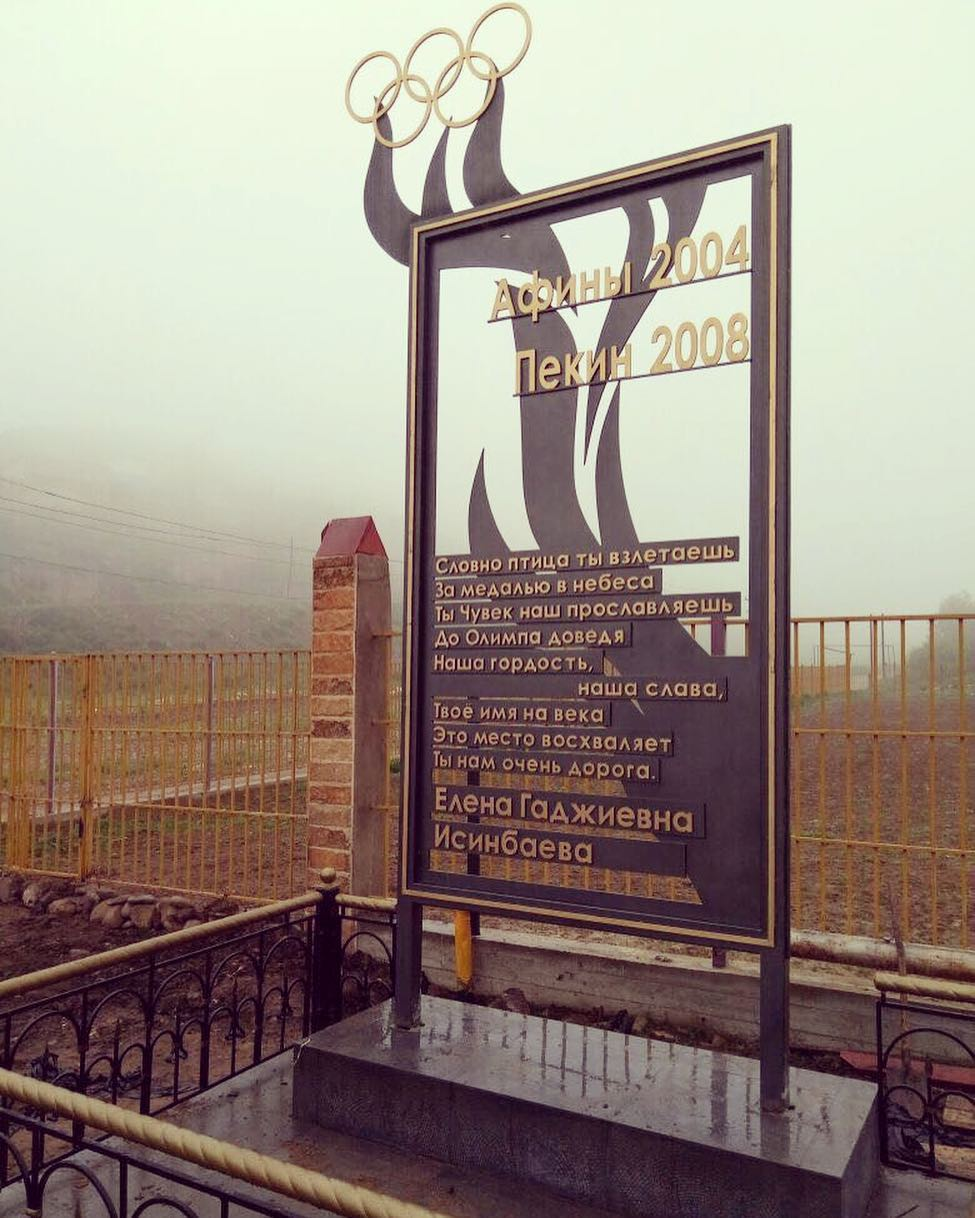
Монумент в честь спортивных достижений двукратной Олимпийской чемпионки Елены Исинбаевой

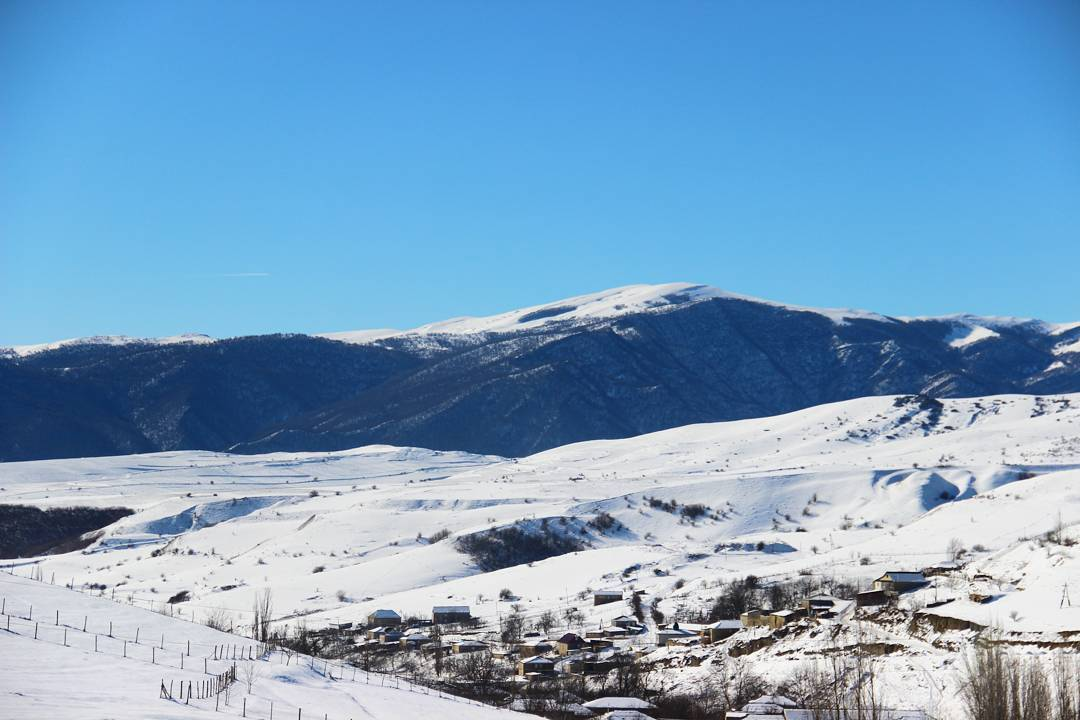
Село Чувек зимой

## Население
| \| 1895[4] \| 1926[5] \| 1939[6] \| 1970[7] \| 1989[8] \| 2002[9] \| 2010[10] \| \| -------- \| ------- \| ------- \| ------- \| ------- \| ------- \| -------- \| \| 86 \| ↗408 \| ↗506 \| ↗588 \| ↘529 \| ↗619 \| ↗752 \| \| 2021[11] \| \| \| \| \| \| \| \| ↘657 \| \| \| \| \| \| \| 100 200 300 400 500 600 700 800 1939 2021 |      |      |      |      |      |      |
| 1895 | 1926 | 1939 | 1970 | 1989 | 2002 | 2010 |
| 86 | ↗408 | ↗506 | ↗588 | ↘529 | ↗619 | ↗752 |
| 2021 |      |      |      |      |      |      |
| ↘657 |      |      |      |      |      |      |

## Известные уроженцы
- Абдулла Сефербеков — табасаранский снайпер, участник Великой Отечественной войны, уничтожил 110 гитлеровцев, в том числе 17 за один день.
- Гаджи Гаджиевич Исинбаев — отец двукратной олимпийской чемпионки Елены Исинбаевой.[12]
- Велибек Загиров — российский лингвист-кавказовед, специалист в области кавказских языков, доктор филологических наук, профессор.